# حسین شرقی
حسین شرقی (زاده ۱۲۸۲ – درگذشته ؟) سیاست‌مدار کمونیست و روزنامه‌نگار ایرانی بود. وی اصالتاً آذربایجانی ایرانی متولد شده در آسیای میانه بود و مدتی رهبری فرقه عدالت را برعهده داشت.

## زندگی و فعالیت‌ها
حسین شرقی در سال ۱۲۸۲ (۱۸۹۳) آسیای میانه محل زندگی پدر تبریزی خیاطش به‌دنیا آمد. او در مدارس محلی ایران تحصیل کرد و سپس وارد دانشگاه زحمتکشان شرق مسکو شد. این دانشگاه، برای آسیا و خاورمیانه کادرهای حزبی تربیت می‌کرد.

## مرگ
طبق گفته یرواند آبراهامیان در کتاب ایران بین دو انقلاب، حسین شرقی در جریان تصفیه‌های استالین کشته‌شد.